# Phalacrocorax pelagicus
Phalacrocorax pelagicus е вид птица от семейство Phalacrocoracidae.

## Разпространение
Видът е разпространен в Канада, Китай, Мексико, Русия, Северна Корея, САЩ, Южна Корея и Япония.